# Newroz TV
Newroz TV är en kurdisk TV-kanal startad 2007 i Stockholm. Kanalen, som ägs av Stiftelsen Kurdisk Media (SKM), är döpt efter den kurdiska nyårsdagen Newroz. Kanalen sänder barn-, musik- underhållnings- och debattprogram på kurdiska och persiska till kurder över nästan hela världen med tonvikt på Europa och Asien.
TV-kanalen sänder sju timmar om dagen med program på olika språk. Kanalen visades upp i TV-rutan för första gången i december 2007. Programmen sänds från Kvarnholmen i Nacka, där Newroz TV förfogar över studiolokaler på 1 000 m² i Kooperativa Förbundets byggnader.
I oktober 2016 stängdes Newroz TV-sändningar ned av det franska satellitbolaget Eutelsat efter en direkt begäran av den turkiska Radio- och TV-myndigheten, som på liknande sätt stängt ner andra kurdiska tv-kanaler i Turkiet och Belgien. Stängningen fick stark kritik från bland annat Europeiska journalistförbundet och Reportrar utan gränser.
Beslutet överklagades i den franska handelsdomstolen, som i november 2016 med hot om vite på 10 000 euro per dag krävde att Eutelsat omedelbart skulle öppna för Newroz tv-sändningar, vilket också skedde.

## Frekvens
Eurobird 9
- Frekvens 11.842 Vertical
- SymbolRate (SR) 27.500
- FEC 3/4